# 달천동 (충주시)
달천동(達川洞)은 대한민국 충청북도 충주시에 위치한 동이다.
달천동은 수려한 자연경관과 건국대학교 글로컬(GLOCAL)캠퍼스, 가주농공단지 등의 인문환경을 보유하고 있으며 조선시대 명장 임경업 장군의 위패를 모신 충렬사와 보물 제512호인 단호사 철불좌상이 소재한 역사와 문화의 고장이다. 또한 달천강변의 비옥한 달천들에서 쌀농사와 함께 충주시 전체 생산량의 70%에 차지하는 방울토마토를 비롯하여 유기쌈채, 충주사과 등 친환경 농산물을 생산하고 있는 도시와 농촌이 어우러진 지역이다.

## 법정동
- 단월동(丹月洞)
- 풍동(楓洞)
- 가주동(佳洲洞)
- 용관동(龍觀洞)
- 용두동(龍頭洞)
- 달천동(達川洞)

## 교육
- 충주단월초등학교
- 충주달천초등학교
- 한국방송통신대학교
- 건국대학교 글로컬캠퍼스